# Cabrero (kommun i Spanien, Extremadura, Provincia de Cáceres, lat 40,12, long -5,89)
Cabrero är en kommun i Spanien.   Den ligger i provinsen Provincia de Cáceres och regionen Extremadura, i den centrala delen av landet, 190 km väster om huvudstaden Madrid. Antalet invånare är 371.